# Arquitetura da Grécia Antiga
A cultura grega desenvolve-se principalmente na península do Peloponeso, nas ilhas próximas e na costa mediterrânea próxima à atual Turquia, durante o segundo e primeiro milénios a.C. O período considerado o mais importante da cultura e da arquitetura grega é aquele que se desenvolve entre o séculos VII a.C. e IV a.C. Concentra-se na arquitetura religiosa – templos – com grande rigor de dimensões, estabelecendo proporções matematicamente precisas; os templos são construídos de pedra (mármore). O Partenon – templo dedicado à deusa Atena, na Acrópole de Atenas –, erguido entre 447 a.C. e 438 a.C., no governo de Péricles, é uma das mais conhecidas e admiradas construções do período. Um traço marcante da arquitetura grega é o uso de colunas, estabelecendo "ordens" características: dórica, jônica e coríntia. A arquitetura clássica tem como princípios a racionalidade, a ordem, a beleza e a geometria.

## Arquitetura Grega
A arquitetura Grega tem no templo sua expressão maior e na coluna sua peculiaridade. A coluna marca a proporção e o estilo dos templos. Na arquitetura do período geométrico, entre os anos 900 e 725 a. C., as casas consistiam num plano irregular e os templos apresentavam planta ora longa e estreita, ora quase quadrada, com uma coluna central (ou fila central de colunas) como arrimo. Os materiais de construção mais utilizados eram o tijolo cru e a madeira, com alguma utilização da pedra no período arcaico (600 e 500 a. C.) a arquitetura desenvolve-se a partir de influências da cultura micênica e outras culturas mediterrâneas. Um sistema de ordens definiu as proporções ideais para todos os componentes da arquitetura, de acordo com proporções matemáticas preestabelecidas. A ordem era baseada no diâmetro de uma coluna, com outros elementos derivando dessa medida. Podemos citar como importante fato na arquitetura grega, o aperfeiçoamento da ótica (perspectiva), que já começara a fazer parte do período clássico (500 a 300 a. C.).

## Análise da Arquitetura Grega
A arte grega serviu-se de duas grandes heranças: a dos povos que habitavam a bacia do Mediterrâneo, como os Egípcios, os Cicládicos, os Mesopotâmicos e os Cretenses; e a dos povos indo-europeus, como são exemplo os Aqueus, que originaram a Civilização Micénica e depois os Dórios, no século XII a.C., conhecedores do ferro e outras técnicas de construção. Os gregos foram os primeiros artistas realistas da história, ou seja, os primeiros a se preocupar em representar a natureza tal qual ela é. Para fazerem isso, foi fundamental o estudo das proporções, em cuja base se encontra a consagrada máxima segundo a qual o homem é a medida de todas as coisas. Inicialmente a arquitetura grega era executada em madeira, nomeadamente a de cedro importada do Líbano, tendo sido substituída pela pedra calcária (particularmente o mármore) a partir dos finais do  século VII a.C. Paralelamente com a alteração dos materiais, também as estrutura e as proporções evoluíram. Foram estabelecidas normas e regras construtivas, cânones para a concretização artística, valores estéticos e modelos duradouros, nos quais os detalhes, os aspetos decorativos e/ou os pormenores tinham de se sujeitar à harmonia do conjunto. O estudo topográfico do terreno, a adaptação do edifício ao relevo e a escolha criteriosa da ordem, relativo ao tipo de edifício, passaram a constar nos projetos.
Produziam maquetas, com o material mais apropriado, dependendo do projeto, que eram submetidas à aprovação oficial. A concretização da obra envolvia inúmeros profissionais entre os quais estavam os arquitetos, os projetistas, os pintores, escultores e outros artesãos.
A arte evoluiu em três períodos evidentemente definidos pelas suas características estéticas e tecnológicas: O período arcaico, período clássico e o período helenístico.
A arquitetura arcaica distinguia-se consoante a ordem arquitetónica. As diferenças estavam bem patentes na coluna, cujo aspecto formal era a identidade estilística. O tipo de edifício que mais contribuiu para a evolução arquitetónica foi o templo. Era concebido para ser a morada dos deuses e derivava a partir do mégaro micénico. Era constituído por um telhado de duas águas, duas colunas na entrada, e uma parte interior. dividida em três secções. A sua evolução foi demarcada pela gradual uniformização numa planta retangular. O objetivo final da arte era a procura da beleza, unidade, e harmonia universais, alicerçadas, é claro, por uma filosofia que buscou a relação do Homem com o divino, com o mundo e a sua origem, com a vida e a morte, assim como com a dimensão interior do próprio Homem. Hoje, a estes valores designamos por Classicismo.
Ao serviço da vida pública e da vida religiosa, a arquitetura grega pretendia a conjugação harmoniosa de ambos os conceitos.
A arte grega clássica foi uma arte racional, a expressão da comunidade e do homem/cidadão. Conseguiu aliar estética e ética, política e religião, técnica e ciência, realismo e idealismo, beleza e funcionalidade, servindo a vida pública.

## Ordem Dórica
A Ordem dórica teve início em finais do século VII a.C. As colunas (frente e fundo do templo eram de 4 a 6 vezes mais altas do que o diâmetro do fuste) circundavam cada lado. Cada coluna tinha vários tambores sobrepostos com 20 caneluras ou entalhes verticais. Estes elementos proporcionavam coerência e unidade visuais, além de fluidez, às colunas segmentadas. A forma do templo é chamada de "carpintaria petrificada" pois, ao utilizarem a pedra, os gregos adaptaram técnicas usadas em construções de madeira. A decoração do templo dórico dá ênfase à estrutura. Os pilares eram espessos e ligeiramente salientes no meio, como se estivessem comprimidos pelo peso de sua carga. O formato básico de um templo dórico fundamenta-se numa estrutura retangular de mármore, cercada por uma fileira dupla de colunas, com um pórtico na frente e outro atrás. Eram em geral baixos e maciços.

## Ordem Jônica
A sua característica principal encontra-se na voluta presente num capitel jônico. O fuste de cada coluna é 8 a 9 vezes maior do que seu diâmetro . Os templos jônicos parecem geralmente mais delicados do que os robustos templos dóricos. As ordens dórica e jônica lançavam mão de motivos abstratos ou semi-abstratos para simbolizar a vida orgânica. O erectéion (421- 406 a .c.) é uma obra prima iônica sobre a acrópole. Foi construído em homenagem aos deuses Atena e Posêidon. São famosas suas cariátides, as seis estátuas de jovens mulheres esculpidas no mármore que dão sustentação ao teto (pórtico das virgens). Entre os elementos arquitetônicos que mais o caracterizam têm destaque os frisos que adornam a parte superior das fachadas frontal e dos fundos do prédio. Projeto em 2 níveis, com 4 pórticos separados e colunas de diferentes alturas, e não uma colunata contínua circundada por um peristilo.

## Ordem Coríntia
No período helenístico, os arquitetos passam a fazer uso de ornamentos inspirados no acanto e outras plantas. Surgiu assim, a última ordem da arquitetura Grega, a Coríntia, anunciada no templo de Apolo Epicuro, em Bassae, o qual se veio a popularizar a partir de 334 a.c.. O fim do período clássico presenciou uma revitalização do estilo jônico, por influência do arquiteto Píteas (túmulo de Mausolo, em Halicarnasso, 349 a.c.), que abandonou a busca do refinamento em troca da monumentalidade.
A marca do estilo coríntio é o capitel característico, moldado como um sino invertido cercado por folhas de acanto. As edificações associadas ao Helenismo produziram efeitos grandiosos e em escala monumental.
O  farol de Alexandria (279 a.c.), foi o mais alto jamais construído, uma escultura de mármore de 4 andares gradualmente afunilados (122m). (Entre os anos 300 e 100 a.c.), tal tendência desapareceu e os arquitetos, acostumados a projetar novas cidades, buscaram o complexo arquitetônico, que realizaram em sítios. Foi a época do desenvolvimento do urbanismo: Os pórticos multiplicaram-se e as ruas cruzaram-se em ângulo reto, frequentemente flanqueadas por colunatas. O plano das ágoras (praças) tornou-se regular, com construções consagradas às reuniões populares, basílicas, termas públicas, ginásios, estádios. O anfiteatro em Epidauro ainda está em uso. Consiste em 55 fileiras semicirculares e assento de pedra para 14 000 espectadores (350 a.C.).

## Acrópole
A acrópole é o  principal ponto turístico da Grécia. Localizada no topo de uma colina, a cerca de 100 m de altitude, e coroada pelo Parthenon, pode ser praticamente vista de qualquer ângulo da cidade. Sua área cobre cerca de 40 km2 e reúne um considerável número de ruínas remanescentes de obras de grandes artistas da Grécia antiga, como Ictinos, Fídeas e Calícrates.
Algumas obras da acrópole foram conduzidas pelo grande arquiteto e escultor Fídeas em meados do século IV a.c. deram lugar a um conjunto de monumentos que impressionam pela sua grandiosidade, entre eles: O Parthenon, o Erecteion, o templo de Atenas Nike, o templo de Dionísio, o teatro de Herodes Atiço ou o museu da acrópole. A maioria destes monumentos que formam uma espécie de camarote sobre Atenas é testemunho do “século de Péricles”, época em que os gregos se empenharam em embelezar a cidade.
Na arquitetura, não resta dúvida de que o templo foi um dos legados mais importantes da arte grega para o ocidente.
Assim, a história da arte grega está ligada às épocas da vida desse povo. O pré-helenismo foi um longo período, no qual a arte estava se afirmando. Na época arcaica, a arte tomou formas definidas. A época clássica, foi o momento da plenitude e da perfeição artística e cultural dos gregos. O Helenismo foi o momento em que os gregos já haviam chegado à plenitude e passaram a espelhar sua arte pelo Egito, pela Ásia, pela Síria e por Roma.